# NGC 1152
NGC 1152 је лентикуларна галаксија у сазвежђу Еридан која се налази на NGC листи објеката дубоког неба.
Деклинација објекта је - 7° 45' 35" а ректасцензија 2h 57m 33,6s. Привидна величина (магнитуда) објекта NGC 1152 износи 14,5 а фотографска магнитуда 15,5. NGC 1152 је још познат и под ознакама MCG -1-8-19, DG 11, SS 8, PGC 11182.